# Іша-Упанішада
«Іша-упанішада» (īśa upaniṣad IAST) — одна з найменших за обсягом упанішада канону мукха, складається з 18 текстів. Ця Упанішадах приймається в індуїзмi як священне писання категорії шруті. Назва тексту походить від санскритського īśā IAST — господь (іша). 
«Іша-упанішада» є останнім розділом (адхьяя) «Шукла Яджур-веди» і розглядається вченими як одна з найранніших упанішад канону мукха, що датується часом імперії Маур'їв. 
У тексті обговорюються філософія, релігія, ритуали та метафізика. 
«Іша-упанішада» має особливе значення серед усіх Упанішад — в ній описується природа Всевишнього ішвари, який представлений як  «безтілесний, всезнаючий, бездоганний, не має вен, чистий і неоскверненний »(мантра 8),  який «залишаючись у Своїй обителі, пересувається швидше думки і може обігнати всіх». «Він ходить, і не ходить. Він далеко і в той же час дуже близько. Він перебуває усередині всього, і все ж Він поза усим» (мантри 4 і 5).  
Наступні мантри це серія молитов, в яких проситься про можливість зазирнути по той бік сяйва Всевишнього з метою усвідомити справжню природу верховного божества. 
У двох шакхах «Шукла Яджур-веди» (Мадхьяндінія-шакхе і Канва-шакхе) мантри 1-8 представлені в одному і тому ж порядку, однак мантри 9-14 Канва-шакхи відповідають мантрам 12, 13, 14 , 9, 10, 11 Мадхьяндінія-шакхи, причому мантра 17 є варіацією мантри 15 канви, а мантра 16 канви відсутня в Мадхьяндінії, 17-18 Канва відповідають 15-16 Мадхьяндінії. Порядок віршів, цитованих у цій статті відповідає Канва-шаксі: 
| Канва        | 1 | 2 | 3 | 4 | 5 | 6 | 7 | 8 | 9  | 10 | 11 | 12 | 13 | 14 | 15   | 16 | 17 | 18 |
| Мадхьяндінія | 1 | 2 | 3 | 4 | 5 | 6 | 7 | 8 | 12 | 13 | 14 | 9  | 10 | 11 | (17) | —  | 15 | 16 |

Мантра 18 є текстом з «Рігведи» (РВ 1.189.1), в якому закликається Агні.